# Enrico Maria Salerno
Enrico Maria Salerno (n. 18 septembrie 1926, Milano, Regatul Italiei – d. 28 februarie 1994, Roma, Italia) a fost un actor și regizor italian.

## Biografie
Enrico Maria Salerno s-a născut la Milano la 18 septembrie 1926. Salerno s-a mutat la Roma cu familia sa încă din copilărie. În 1949 a făcut parte pentru prima dată într-o companie de actorie și a jucat la Piccoli Teatri din Milano și ulterior la Roma până în 1952. Din 1954/1955 a apărut la Teatro Stabile din Genova, trei ani mai târziu Salerno a sărbătorit unul dintre cele mai mari succese scenice cu „Il diavolo Peter” de Salvato Capelli. Primul rol semnificativ de film a urmat în 1959; pe ecran, și-a adus abilitățile în numeroase producții de gen, pe lângă lucrările semnificative.
În 1960, Salerno a fondat „La Compagnia degli Attori Associati”  cu Giancarlo Sbragia și Ivo Garrani, care, pe lângă producții, s-a ocupat și de problemele sociale ale actorilor. În „Società Attori Italiani”, pe care a co-fondat-o în același an, a lucrat în cadrul ei și profesional. Rolurile sale de scenă au rămas numeroase și pline de succes; el este numit „cel mai complet” actor care era la fel de talentat, pe atât de capricios. Din 1964, Salerno a fost vocea de dublare italiană a lui Clint Eastwood în trilogia lui Sergio Leone „Dolari” (Dollars Trilogy), precum și Iisus Hristos în filmul Evanghelia după Matei) regizat de Pier Paolo Pasolini.
În anii care au urmat, Salerno a acționat în paralel pentru film, unde s-a dedicat doar filmărilor ocazionale, cât și rolurilor pe scena teatrului. De la mijlocul anilor 1980, televiziunea a fost și ea printre angajatorii săi. Moartea unui comis voiajor de Arthur Miller a fost ultimul său rol auto-regizat în 1993.
Pentru debutul său regizoral Anonimul venezian, Salerno a primit un David di Donatello special. Cu câtva timp înainte primise deja un Nastro d'Argento în 1961 pentru interpretarea sa în filmul Lunga noapte a lui 43.

## Filmografie selectivă

### Actor

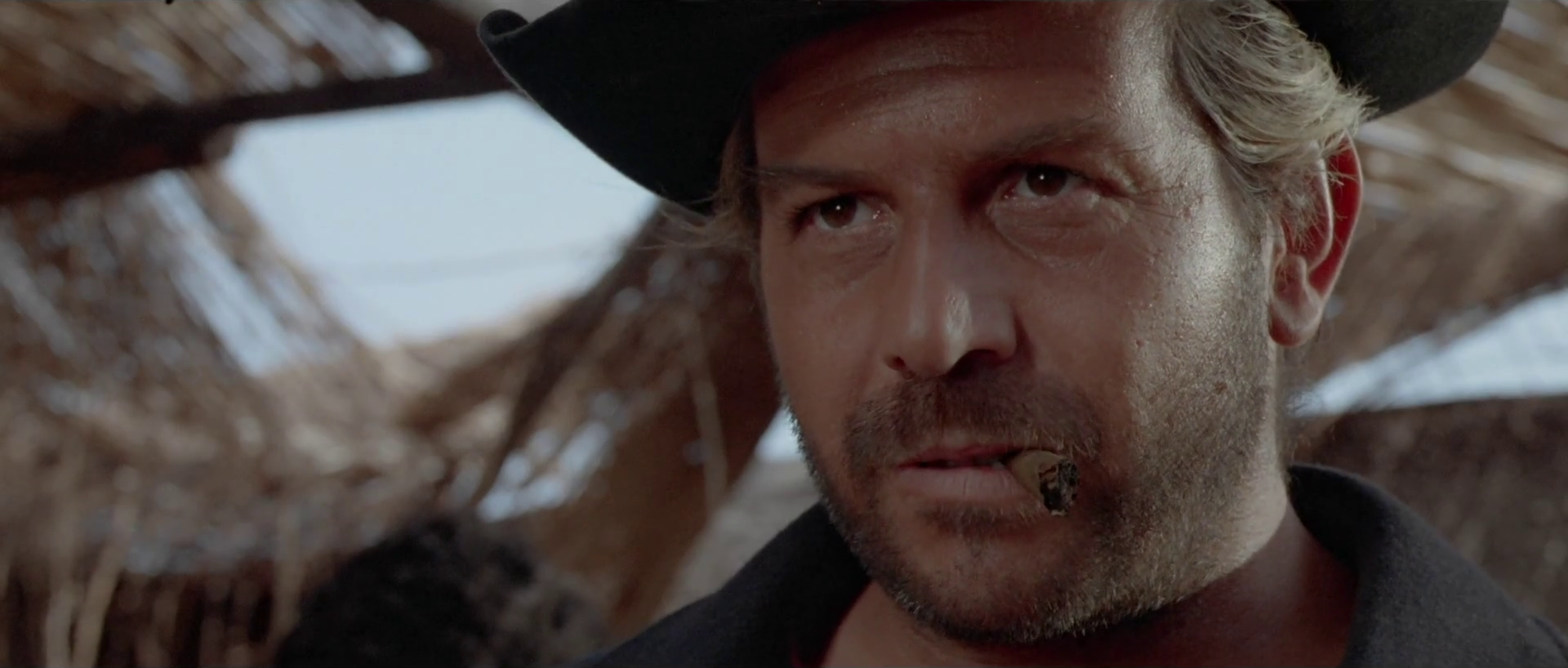
Enrico Maria Salerno în Bandidos (1967) de Massimo Dallamano

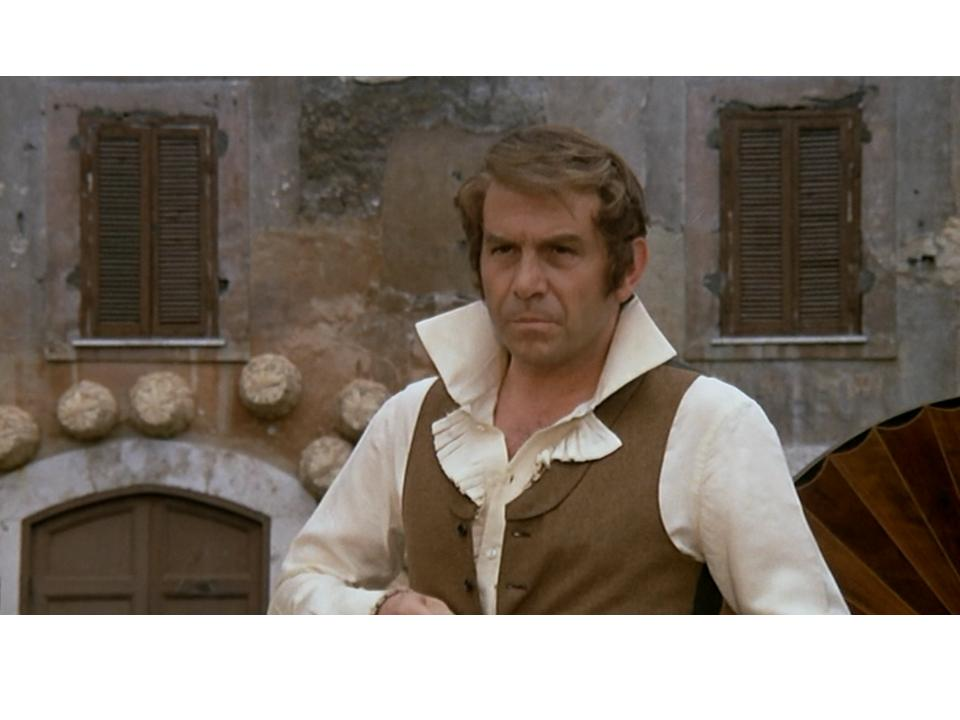
Enrico Maria Salerno în Anul carbonarilor (1969) de Luigi Magni

- 1952 La tratta delle bianche, regia Luigi Comencini
- 1954 Siluri umani, regia Antonio Leonviola
- 1959 Estate violenta, regia Valerio Zurlini
- 1960 Era noapte la Roma (Era notte a Roma), regia Roberto Rossellini
- 1960 Lunga noapte a lui 43 (La lunga notte del '43), regia Florestano Vancini
- 1960 Le signore, regia Turi Vasile
- 1960 Saffo, venere di Lesbo, regia Pietro Francisci
- 1960 L'assedio di Siracusa, regia Pietro Francisci
- 1961 Odissea nuda, regia Franco Rossi
- 1961 Hercule cucerește Atlantida (Ercole alla conquista di Atlantide), regia Vittorio Cottafavi
- 1962 La bellezza di Ippolita, regia Giancarlo Zagni
- 1962 Omul cu masca de fier (L'uomo dalla maschera di ferro), regia Henri Decoin
- 1962 Una vita violenta, regia Paolo Heusch și Brunello Rondi
- 1962 Smog, regia di Franco Rossi
- 1963 Urlo contro melodia nel Cantagiro '63, regia Arturo Gemmiti
- 1963 Violenza segreta, regia Giorgio Moser
- 1963 Il fornaretto di Venezia, regia Duccio Tessari
- 1964 Scappamento aperto (Échappement libre), regia Jean Becker
- 1964 La parolaccia, episodio de I maniaci, regia Lucio Fulci
- 1964 La fuga, regia Paolo Spinola
- 1964 La moglie bambina, episodul 3 notti d'amore, regia Franco Rossi
- 1964 Pochi ma buoni, episodio di Queste pazze, pazze donne, regia Marino Girolami
- 1964 Statornicia rațiunii (La costanza della ragione), regia Pasquale Festa Campanile
- 1965 Lo scippo, regia Nando Cicero
- 1965 Umbrela de plajă (L'ombrellone), regia Dino Risi
- 1965 I soldi, regia Gianni Puccini și Giorgio Cavedon
- 1965 La bugiarda, regia Luigi Comencini
- 1965 Su e giù, regia Mino Guerrini
- 1965 Casanova '70, regia Mario Monicelli
- 1965 O cunoșteam bine (Io la conoscevo bene), regia Antonio Pietrangeli
- 1966 Le stagioni del nostro amore, regia Florestano Vancini
- 1966 L'estate, regia Paolo Spinola
- 1966 Fata Sabina, episodul Le fate, regia Luciano Salce
- 1966 Il grande colpo dei 7 uomini d'oro, regia Marco Vicario
- 1966 Armata Brancaleone (L'armata Brancaleone), regia Mario Monicelli
- 1967 Bandidos, regia Massimo Dallamano
- 1968 Sentenza di morte, regia Mario Lanfranchi
- 1968 Un treno per Durango, regia Mario Caiano
- 1968 Candy e il suo pazzo mondo, regia Christian Marquand
- 1968 Bătălia pentru El Alamein (La battaglia di El Alamein), regia Giorgio Ferroni
- 1969 Vedo nudo, regia Dino Risi
- 1969 Anul carbonarilor (Nell'anno del Signore), regia Luigi Magni

- 1970 L'uccello dalle piume di cristallo, regia Dario Argento
- 1970 Contestazione generale, regia Luigi Zampa
- 1970 Preotul căsătorit (Il prete sposato), regia Marco Vicario
- 1971 A cuore freddo, regia Riccardo Ghione
- 1971 Noi femeile suntem așa (Noi donne siamo fatte così), regia Dino Risi
- 1972 Poliția mulțumește (La polizia ringrazia), regia Stefano Vanzina
- 1972 La violenza: quinto potere, regia Florestano Vancini
- 1973 Contratto carnale, regia Giorgio Bontempi
- 1973 Ingrid sulla strada, regia Brunello Rondi
- 1973 La polizia è al servizio del cittadino?, regia Romolo Guerrieri
- 1973 La notte dell'ultimo giorno, regia Adimaro Sala
- 1973 Cazul a avut un deznodământ fericit (No. Il caso è felicemente risolto), regia Vittorio Salerno
- 1973 Comisarul Cardone în acțiune (La polizia sta a guardare), regia Roberto Infascelli
- 1973 Bisturi - La mafia bianca, regia Luigi Zampa
- 1974 Virginitate (Verginità), regia Marcello Andrei
- 1974 Un uomo, una città, regia Romolo Guerrieri
- 1974 Il corpo, regia Luigi Scattini
- 1974 La città gioca d'azzardo, regia Sergio Martino
- 1975 L'ultimo treno della notte, regia Aldo Lado
- 1975 ...a tutte le auto della polizia..., regia Mario Caiano
- 1975 Fango bollente, regia Vittorio Salerno
- 1975 La polizia interviene: ordine di uccidere!, regia Giuseppe Rosati
- 1977 Una donna di seconda mano, regia Pino Tosini
- 1978 Amori miei, regia Steno
- 1979 Il corpo della ragassa, regia Pasquale Festa Campanile
- 1979 Cocco mio, regia Jean Pierre Rawson

- 1981 Il carabiniere, regia Silvio Amadio
- 1982 Sballato, gasato, completamente fuso, regia Steno
- 1986 Scuola di ladri, regia Neri Parenti
- 1987 I padroni dell'estate, regia Marco Parodi
- 1987 Scuola di ladri - Parte seconda, regia Neri Parenti
- 1988 Il volpone, regia Maurizio Ponzi

### Regizor
- 1970 Anonimul venețian (Anonimo veneziano)
- 1973 Cari genitori
- 1978 Eutanasia di un amore

## Premii
- Nastri d'argento 1961 – Cel mai bun actor în rol secundar pentru Lunga noapte a lui 43
- Premio San Genesio 1961 ca cel mai bun actor de teatru al anului pentru Sacco și Vanzetti
- Premio San Genesio 1964 ca cel mai bun actor de teatru al anului pentru Cui i-e frică de Virginia Woolf?
- Grolla d'oro 1966 – Cel mai bun actor pentru Le stagioni del nostro amore
- David di Donatello 1971 – David special pentru debutul regizoral cu Anonimul venezian
- Premio Flaiano 1990 – cel mai bun scriitor de televiziune pentru Disperatamente Giulia